# Pollenia stolida
Pollenia stolida är en tvåvingeart som beskrevs av Malloch 1936. Pollenia stolida ingår i släktet vindsflugor, och familjen spyflugor. Inga underarter finns listade i Catalogue of Life.